# Cláudio Christóvam de Pinho
Cláudio (Santos, Brasil; 18 de julio de 1922 – Santos, Brasil; 1 de mayo de 2000) fue un jugador y entrenador de fútbol de Brasil que jugó en la posición de mediapunta.

## Carrera

### Club
| Periodo   | Club                    | Apariciones | Goles |
| --------- | ----------------------- | ----------- | ----- |
| 1940-1944 | Santos                  | 111         | 33    |
| 1942–1943 | → SE Palmeiras (cedido) | 33          | 10    |
| 1944–1957 | SC Corinthians          | 547         | 311   |
| 1958–1960 | São Paulo FC            | 35          | 13    |

### Selección nacional
Jugó para Brasil en 31 ocasiones de 1942 a 1957 y anotó 10 goles; participó en cuatro ediciones de la Copa América donde en todas alcanzó el podio y fue campeón en la edición de 1949. También jugó para São Paulo con quien ganó el Campeonato Brasileño de Selecciones Estaduales en 1942.

### Entrenador
Dirigió al SC Corinthians en tres periodos a mediados de los años 1950.

## Muerte
Cláudio murió en su natal Santos el 1 de mayo de 2000 a los 77 años víctima de un ataque cardíaco.

## Logros

### Club
- Campeonato Paulista: 1942, 1951, 1952, 1954
- Pequeña Copa del Mundo de Clubes: 1953
- Torneio Rio-São Paulo: 1950, 1953, 1954
- Copa Río: 1955

### Selección nacional
- Copa Rio Branco: 1947
- Copa América: 1949